# Otomi temoaya
 Otomi temoaya, também toluca otomi ou otomi de San Andrés Cuexcontitlan, é uma variedade da língua otomi falado no México por cerca de 37 mil pessoas dentro e ao redor do município de Temoaya, e em três comunidades dentro do município de Toluca: San Andrés Cuexcontitlán, San Pablo Autopan e San Cristobal Huichochitlan. As duas variedades são bastante diferentes. Os próprios falantes chamam a linguagem Ñatho. Lastra (2001) classifica-o como um dialeto do sudoeste junto com os dialetos do estado do México. Lastra também observa que o dialeto Otomi de San Felipe, em perigo de extinção, no leste de Michoacán é mais semelhante ao Otomí falado em San Andrés Cuexcontitlan.

## Escrita
O Otomi Temaya usa o alfabeto latino não usa as letras Q, V, W. Usam-se as vogais A e T também com trema a as vogais O e U com barra inferior. Usam-se as formas Ñ, Th, Ts.

## Gramática

### Sistema Pronominal
O sistema pronominal de Toluca Otomi distingue quatro pessoas: 1º inclusivo e exclusivo, segundo e terceiro e três números singulares, dual e plural.
| -               | Singular                | Dual                          | Plural                          |
| --------------- | ----------------------- | ----------------------------- | ------------------------------- |
| 1ª pessoa incl. | *                       | nugó-bé "você e eu"           | nugó-hé "Eu e vocês"            |
| 1ª Pessoa Excl. | nugó "Eu"               | nugó-wí "nós dois (não você)" | nugó-hɨ´ "Todos nós (não você)" |
| 2ª pessoa       | nukʔígé "você"          | nukʔígé-wí "vocês dois"       | nukʔígé-gɨ´ "vocês"             |
| 3ª Pessoa       | gégé "ela / ele / isto" | nugégé-wí "os dois"           | nugégé-hɨ´ "eles"               |

Os substantivos otomi são flexionados para posse. O padrão particular de inflexão possessiva é comum em toda a Área Lingüística Mesoamericana. Um substantivo possuído é prefixado com um morfema que concorda pessoalmente com o possuidor. Se o possuidor for plural ou dual, os substantivos também são marcados com um sufixo que concorda com o número do possuidor. Abaixo está o paradigma flexional para a palavra /  ngų´ / "casa".
| -               | Singular                          | Dual                                     | Plural                                      |
| --------------- | --------------------------------- | ---------------------------------------- | ------------------------------------------- |
| 1ª pessoa Excl. | *                                 | mą-ngų´-bé "Nossa casa (eu e ele / ela)" | mą-ngų´-hé "Nossa casa (eu e eles)"         |
| 1ª pessoa incl. | mą-ngų´ "minha casa"              | mą-ngų´-wí "Nossa casa (eu e você)"      | mą-ngų´-hɨ´ "Nossa casa (eu e você e eles)" |
| 2ª pessoa       | ri-ngų´ "sua casa"                | ri-ngų´-wí "casa de vocês dois"          | ri-ngų´-hɨ´ "casa de vocês"                 |
| 3ª Pessoa       | rʌ-ngų´ "casa dela / dele / dela" | yʌ-ngų´-wí "a casa dos dois"             | yʌ-ngų´-hɨ´ "a casa deles"                  |

#### Artigos
A pluralidade de substantivos é expressa com artigos que precedem o substantivo,  rʌ  "o (singular)" ou  yʌ  "o (dual / plural)":{|style="width:85%; height:100px"
!Singular!! Dual!! Plural
|-
|  rʌ ngų´  "a casa"
|  yʌ yóho ngų´  "as duas casas"
|  yʌ ngų´  "as casas"
|}

### Verbos
Nos verbos, todas as categorias de pessoa do sujeito, tempo verbal, aspecto e modo são marcadas por meio de um único prefixo em cada verbo. As categorias s são Presente, Pretérito Perfeito, Imperfeito, Futuro, Mais-que-perfeito , dois Subjuntivso diferentes, presente e passado; Aspecto Contínuo e Modo imperativo. Nos verbos transitivos, a pessoa do objeto é flexionada por um sufixo. Se o sujeito ou o objeto for dual ou plural, será mostrado com um sufixo de plural após o sufixo do objeto.
A estrutura do verbo Otomi é a seguinte:
| Pessoa do Sujeito / T / A / M | Misc. prefixo (por exemplo, adverbial) | Root | Sufixo do objeto | Sufixo plural / duplo |

#### Pessoa, Número, Tempo, Aspecto e Modo
Os prefixos do tempo presente são di- (1ª pessoa), gi- (2ª pessoa), i- (3ª pessoa).
| -               | Singular             | Dual                                  | Plural                                    |
| --------------- | -------------------- | ------------------------------------- | ----------------------------------------- |
| 1ª pessoa Excl. | *                    | di-nú-bé "nós vemos (eu e ele / ela)" | di-nú-hé "nós vemos (eu e eles)"          |
| 1ª pessoa incl. | di-nú "Entendo"      | di-nú-wí "Nós vemos (eu e você)"      | mdi-nú-hɨ´ "Nós vemos (eu e você e eles)" |
| 2ª pessoa       | gi-nú "você vê"      | gi-nú-wí "Vocês dois veem"            | gi-nú-hɨ´ "Vocês veem"                    |
| 3ª Pessoa       | gi-nú "ela / ele vê" | gi-nú-wí "os dois veem"               | gi-nú-hɨ´ "eles veem"                     |

O pretérito usa os prefixos  do  -,  go  - e  bi  -, usa no perfeito  para  -,  ko  -,  ʃi ' '-, no imperfeito usa' 'dimá' ',' 'gimá' ',' 'mi' ', usa no futuro' 'go' '-,' 'gi' '- e' 'da' '- e no mais-perfeito' 'tamą  -,  kimą  -,  kamą  -. Todos os tempos usam os mesmos sufixos para números duais e plurais e a clusividade no presente, daqui em diante apenas as formas singulares serão dadas. A diferença entre pretérito e imperfeito é semelhante à distinção entre os pretéritos do português  falou  "ele falou (pontual)" e o imperfeito  falava  "falava (não pontual)".
| -                     | Pretérito                  | Perfeito                    | Imperfeito                       | Futuro                        | Mais que perfeito                     |  |
| --------------------- | -------------------------- | --------------------------- | -------------------------------- | ----------------------------- | ------------------------------------- |  |
| 1ª Pessoa do singular | do-nú "Eu vi (pontual)"    | to-nú "Eu vi"               | dimá-nú "Eu vi (não pontual)"    | go-nú "Eu verei"              | tamą-nú "Eu tinha visto"              |  |
| 2ª pessoa do singular | go-nú "você viu (pontual)" | ko-nú "você viu"            | gimá-nú "você viu (não pontual)" | gi-nú "você verá"             | kimą-nú "você tinha visto"            |  |
| 3ª Pessoa Singular    | bi-nú "viu (pontual)"      | ʃi-nú "ela / ele / ela viu" | mi-nú "você viu (não pontual)"   | da-nú Ela / ele / isto verá " | kamą-nú "ela / ele / ela tinha visto" |  |

Em Toluca Otomi, a diferença semântica entre as duas formas do subjuntivo (A e B) não são facilmente definidas de acordo com o Lastra, às vezes o subjuntivo B tem um significado que é mais recente no tempo do que o subjuntivo A. Ambos têm o significado de algo contrafactual. O passado e o presente progressivo são semelhantes em significado ao inglês was e is X-ing, respectivamente. O imperativo é para emitir ordens diretas.
| -                     | Subjuntivo A                             | Subjuntivo B                          | Presente progressivo                | Passado progressivo             | Imperativo |  |
| --------------------- | ---------------------------------------- | ------------------------------------- | ----------------------------------- | ------------------------------- | ---------- |  |
| 1ª Pessoa do singular | (n) gwa-nú "Eu teria visto"              | kwa-nú "Eu teria visto"               | drʌ-nú "Estou vendo"                | ndrʌ-nú "Eu estava vendo"       | *          |  |
| 2ª pessoa do singular | (n) gwi-nú "você teria visto"            | kwi-nú "você teria visto"             | grʌ-nú "você está vendo"            | dgrʌ-nú "você estava vendo"     | nú "Veja!" |  |
| 3ª Pessoa Singular    | (n) di-nú "ela / ele / isto teria visto" | trʌ-nú "ela / ele / isto teria visto" | rʌ-nú "ela / ele / isto está vendo" | mbrʌ-nú Ela (ele estava vendo " | *          |  |

/ A / M. Esses prefixos também podem ser usados com outros verbos para expressar "fazer algo enquanto algo aqui  ocorre". Em Toluca Otomi  mba  - é o prefixo imperfeito da terceira pessoa do singular para verbos de movimento.
- mba-tųhų  "ele veio cantando": 3ª pessoa / movimento / cantar-imperfeito

Para formar predicados a partir de substantivos, os prefixos do sujeito são simplesmente adicionados à raiz do substantivo:
- drʌ-môkhá  "Eu sou um padre":[4] I / present e/ continuativo-padre

#### Transitividade e verbos estatísticos
Os verbos transitivos são flexionados para concordar com seus objetos por meio de sufixos, enquanto usam os mesmos prefixos de agente dos verbos intransitivos para concordar com seus argumentos. No entanto, em todos os dialetos, alguns verbos intransitivos levam o sufixo do objeto em vez do prefixo do agente, geralmente esses verbos intransitivos são estáticos, ou seja, descrevendo um estado. Isso levou à interpretação de que em Otomi alinhamento morfossintático é dividido entre os sistemas ativo-estativo e acusativo
Em Toluca Otomi os sufixos de objeto são -  gí  (1ª pessoa), -  kʔí  (2ª pessoa) e -  bi  (3ª pessoa), mas a vogal / i / pode harmonizar para / e / quando sufixo para uma raiz contendo / e /. O sufixo da primeira pessoa tem é percebido como  -kí  após consoante sibilante e após certas raízes verbais, e -  hkí  quando usado com certos outros verbos. O sufixo de objeto de 2ª pessoa pode, às vezes,  metátese e para -  ʔkí . O sufixo de terceira pessoa também tem os alomorfos -  hpí / -hpé , -  pí , -  bí , e às vezes objetos de terceira pessoa são marcados com um morfema zero.
| Objeto de 1ª pessoa         | Objeto de 2ª pessoa                 | Objeto de 3ª pessoa                        |
| --------------------------- | ----------------------------------- | ------------------------------------------ |
| bi-ñús-kí "ele me escreveu" | bi-ñús-kʔí "ele escreveu para você" | bi-kré-bi "ele acreditou"                  |
| he / passado-escreveu-eu    | he / passado-escreveu-você          | he / passado-believe-it                    |
| bi-nú-gí "ele me viu"       | bi-nú-kʔí "ele viu você"            | bi-hkwáhti-bí "ela / ele bateu nele / ela" |
| he / passado-see-me         | ele / já vejo você                  | ele / ela / passado-bateu nele / ela       |

O número plural e dual de objetos é marcado pelos mesmos sufixos que o sujeito, em alguns casos levando a ambigüidade sobre os respectivos números de sujeito e objeto. Com sufixos de objeto da primeira ou segunda pessoa, algumas vezes, a raiz verbal muda, muitas vezes deixando de lado as vogais finais.
| duplo objeto / sujeito                                                             | objeto / sujeito plural                                          |  |
| ---------------------------------------------------------------------------------- | ---------------------------------------------------------------- |  |
| bi-ñaʃ-kʔí-wí "os dois cortaram seu cabelo" ou "ele cortou o cabelo de vocês dois" | bi-ñaʃ-kí-hɨ´ "cortaram meu cabelo" ou "ele cortou nosso cabelo" |  |
| he / passado-cortar cabelo-vocês-dual                                              | ele / passado-cortar cabelo-vocês-plural                         |  |

Uma classe de palavras que descrevem propriedades ou estados foram descritas como adjetivos ou como verbos estativos. Esta classe de palavras consiste em palavras com o significado de atribuir uma propriedade a uma entidade, por ex. “o homem é alto”, “a casa é velha”. Dentro desta classe, algumas raízes usam os prefixos de sujeito / T / A / M normais, enquanto outras sempre usam os sufixos de objeto para codificar a pessoa do paciente / sujeito. O fato de eles usarem os mesmos sufixos usados para codificar o paciente / objetos de verbos transitivos para codificar o paciente / sujeito do predicado foi interpretado como um traço de intransitividade dividida. Isso varia entre dialetos. Em Toluca Otomi, a maioria dos verbos estativos são conjugados usando um conjunto de sufixos semelhantes aos sufixos de objeto / paciente e um prefixo de sujeito de terceira pessoa, enquanto apenas alguns usam os presentes prefixos de sujeito contínuos. Os exemplos a seguir dos dois tipos de conjugação de verbo estativo em Toluca Otomi.
| com sufixo paciente / objeto | com prefixo de sujeito/ agente     |  |
| ---------------------------- | ---------------------------------- |  |
| rʌ-nô-hkʔí "Eu sou gordo"    | drʌ-dôtʔî "Eu sou baixo"           |  |
| it / presente-gordo-eu       | eu / presente / continuativo-curto |  |

#### Outros afixos
Temoaya Otomi também permite que diferentes tipos de significados de advérbios sejam flexionados no verbo.
De Toluca Otomi, exemplos de afixos adverbiais são:
- bí  - Um prefixo de evidencialidade usado sobre eventos progressivos sendo testemunhados pelo falante (só existe na terceira pessoa do singular):  kʔʌ rʌ ʃùa ya bì-pɛphí , "Juan está trabalhando agora (percebido) ", Indicativo o Juán agora  bí  - trabalho
- ga  - Um prefixo que expressa dois eventos simultâneos ou um evento imediatamente anterior ao outro. Também tem a segunda pessoa  ngo  -:  bɨ ga-thô rʌ-tá mbrʌ-mí-thó , "Quando seu pai passou ele já estava sentado", quando  ga  - passou. por 3.pessoa / passado / continuativo-sentar-completivo
- ndɨ  - Um prefixo que expressa que algo foi feito bem ou muito:  do-ndɨ-chú , "Fiquei muito assustado", 1ª pessoa / pefeito -  ndɨ  - assustado

Outros afixos expressam aspecto incoativo, função ou propósito instrumental. Também existe um sufixo com o significado de "significa enquanto"